# 麦华陀
沃尔特·亨利·梅德赫斯特爵士（英语：Sir Walter Henry Medhurst，1822年-1885年），旧译麦特赫斯脱，汉名麦华陀，英国外交官员。
麦华陀是英国著名传教士麦都思之子，1822年出生在荷属东印度巴达维亚（今印度尼西亚雅加达），曾在英国Blundell's School和澳门接受教育，学习中文、荷兰语和马来语。1839年随父亲麦都思来中国。在鸦片战争期间，他担任总司令乔治·懿律和砵甸乍爵士的中文翻译。后历任英国驻福州、上海、杭州和汉口领事。1854年6月，曾代表英国驻华公使包令到南京访问太平天国。1861年领导上海外侨进行抵抗太平军的上海保卫战。1868年，麦华陀受驻华公使阿礼国派遣，积极干预扬州教案，率军舰前往南京，迫使两江总督曾国藩将扬州知府撤职，重申保护教会。1876年促使上海公共租界设立了招收华人的非教会学校格致书院。1876年底退休回国，获得爵位。1881年，他参与创建北婆罗洲渣打公司，接着又代表公司组织苦力到婆罗洲。著有《在远东中国的外国人》。
过去，上海公共租界有一条以他（或其父）命名的马路——麦特赫斯脱路（Medhurst Road），即今天的泰兴路。